# Air ball
En baloncesto, un air ball («balón al aire») es cualquier lanzamiento a canasta que ni siquiera toca el aro, el tablero ni la red.
Es una situación vergonzosa para el lanzador, ya que se supone que cualquier jugador medianamente entrenado es capaz de lanzar la pelota cerca del aro. Cuando un jugador lanza un balón al aire durante un partido ocasiona la rápida burla por parte de la afición rival, cantando a coro «¡air ball!, ¡air ball!» repetidamente de manera continuada para al tirador. A partir de la década de 1980, es común que el jugador reciba la burla también en la siguiente ocasión que toca el balón.
Este término fue inventado por el grupo de aficionados locos Cameron Crazies de la Universidad de Duke. Se utilizó por primera vez en 1979 durante un partido contra los Carolina Tar Heels.
Tal vez el más famoso y fortuito air ball en la historia fue durante la final del Campeonato de la División I de Baloncesto Masculino de la NCAA de 1983.  Dereck Whittenburg realizó un lanzamiento desesperado con mala puntería, pero su compañero Lorenzo Charles, quien estaba bajo la canasta, realizó un mate con el balón con el tiempo vencido, originando la victoria más amplia del equipo de la Universidad de Houston. También Shaquille O'Neal solía estar al acecho para recoger air balls que provienen de intentos de triples.
El término se ha extendido a hockey sobre hielo, donde un disparo que se pierde por completo la red, poste, y el portero y se llama air puck.